# 26. Panzer-Division
La 26. Panzer-Division (26ª divisione corazzata) fu una formazione corazzata tedesca della seconda guerra mondiale creata nel settembre 1942 in Belgio a partire dalla 23ª divisione di fanteria. Un mese dopo venne trasferita ad Amiens per continuare l'addestramento e per sorvegliare le coste in previsione di un possibile sbarco alleato; nell'estate 1943 venne inviata in Italia dove partecipò all'operazione Achse e dove rimase per il resto della guerra prendendo parte a tutte le dure battaglie della campagna d'Italia contro gli Alleati. La divisione corazzata si arrese, mentre era nel Nord Italia, nel maggio 1945.
Suoi membri furono responsabili dell'eccidio del Padule di Fucecchio nell'agosto 1944.

## Storia
| Luogo   | Periodo             |
| Belgio  | set 1942 - ott 1942 |
| Francia | ott 1942 - lug 1943 |
| Italia  | lug 1943 - mag 1945 |

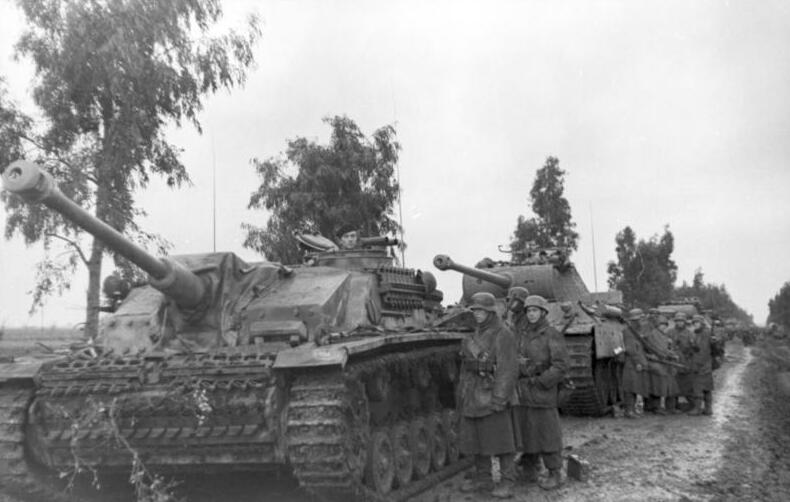
StuG III della 26. Panzer-Division vicino a Nettuno nel marzo 1944. Il Panther è del 4º reggimento corazzato distaccato nel settore dalla 13. Panzer-Division

Il 3 luglio 1942 fu ordinato di costruire una nuova divisione corazzata, appunto la 26ª, a partire dalla 23ª divisione di fanteria che era stata ritirata dal fronte orientale. Il 14 settembre dello stesso anno la nuova unità prese vita a Mons e continuò l'addestramento ad Amiens (Francia) in seno alla 15ª armata.
Nel luglio del 1943 giunse l'ordine di trasferimento in Italia in vista della probabile resa del paese agli Alleati. In agosto combatté contro i britannici in Calabria e il mese successivo contrastò, insieme ad altre divisioni mobili tedesche, lo sbarco di Salerno, in organico al LXXVI corpo d'armata corazzato, mentre un battaglione corazzato della divisione (kampfgruppe Büsing) venne aggregato alla 3. Panzergrenadier-Division e partecipò all'attacco su Roma successivo all'8 settembre, nel quadro del operazione Achse.
Dopo la stabilizzazione del fronte sulla Linea Gustav venne coinvolta nella battaglia di Montecassino e nello sbarco di Anzio. A febbraio giunse in rinforzo un battaglione di Panzer V per sopperire alla partenza di un altro battaglione corazzato per il fronte orientale. Nel maggio 1944 si trovava forse a Frosinone.
La 26ª divisione corazzata passò a giugno in Toscana dove giunsero rinforzi e dove il 26º battaglione da ricognizione corazzato, il 23 agosto, si macchiò di un crimine di guerra compiendo l'eccidio del Padule di Fucecchio, nell'ottica di desertificazione del territorio antecedente la ritirata verso la linea Gotica, dove vennero uccisi 174 civili . In ottobre la divisione andò nella zona di Rimini e in novembre forse gravitava attorno a Cesena. Lo stesso mese assorbì i resti di alcuni reparti di terra della Luftwaffe. Nel marzo 1945 era a Bologna dove un mese dopo si ritrovò nel bel mezzo dell'operazione Grapeshot Alleata che la costrinse a ritirarsi, combattendo, verso Imola.
La 26. Panzer-Division cessò di combattere a maggio, quando si arrese agli Alleati tra Vicenza e il Trentino-Alto Adige.

## Ordine di battaglia
1942
- Stab (quartier generale)
- 202. Panzer-Regiment (202º reggimento corazzato)
- 26. Panzergrenadier-Brigade (26ª brigata panzergrenadier)
  - 9. Panzergrenadier-Regiment
  - 67. Panzergrenadier-Regiment
  - 26. Kradschützen Abteilung (26º battaglione motociclisti)
- 93. Panzer-Artillerie-Regiment (93º reggimento artiglieria corazzata)
- 93. Panzer-Aufklärungs-Abteilung (93º battaglione ricognizione corazzato)
- 93. Panzerjäger-Abteilung (93º battaglione anticarro)
- 93. Panzer-Pionier-Bataillon (93º battaglione corazzato del genio militare)
- 23. Panzer-Nachrichten-Abteilung (23º battaglione corazzato comunicazioni)
- Unità di servizi e supporto

1943
- Stab
- 26. Panzer-Regiment
  - Panzer-Abteilung I (1º battaglione corazzato)
  - Panzer-Abteilung II
- 9. Panzergrenadier-Regiment
- 67. Panzergrenadier-Regiment
- 93. Panzerjäger-Abteilung
- 26. Aufklärungs-Abteilung
- 93. Panzer-Artillerie-Regiment
- 93. Panzer-Pionier-Bataillon
- 82. Panzer-Nachrichten-Abteilung
- 93. Feldersatz-Kompanie (93ª compagnia rimpiazzi)
- Unità di servizi e supporto

1944
- Stab
- 26. Panzer-Regiment
  - Panzer-Abteilung I
  - Panzer-Abteilung II
- 9. Panzergrenadier-Regiment
  - Schützen-Bataillon I (1º battaglione fanteria motorizzata)
  - Schützen-Bataillon II
- 67. Panzergrenadier-Regiment
  - Schützen-Bataillon I
  - Schützen-Bataillon II
- 93. Panzer-Artillerie-Regiment
  - Artillerie-Abteilung I
  - Artillerie-Abteilung II
  - Artillerie-Abteilung III
- 26. Aufklärungs-Abteilung
- 304. Heeres-Flak-Artillerie-Abteilung (304º distaccamento FlaK dell'esercito)
- 51. Panzerjäger-Abteilung
- 93. Panzer-Pionier-Bataillon
- 93. Panzer-Nachrichten-Abteilung
- Unità di servizi e supporto

1945
- Stab
- 26. Panzer-Regiment
  - Panzer-Abteilung I
  - Panzer-Abteilung II
- 9. Panzergrenadier-Regiment
  - Panzergrenadier-Bataillon I
  - Panzergrenadier-Bataillon II
- 67. Panzergrenadier-Regiment
  - Panzergrenadier-Bataillon I
  - Panzergrenadier-Bataillon II
- Verstärktes-Grenadier-Regiment (reggimento granatieri rinforzato)
  - Grenadier-Bataillon I
  - Grenadier-Bataillon II
- 93. Panzer-Artillerie-Regiment
  - Panzer-Artillerie-Abteilung I
  - Panzer-Artillerie-Abteilung II
  - Panzer-Artillerie-Abteilung III
- 26. Panzer-Aufklärungs-Abteilung
- 304. Heeres-Flak-Artillerie-Abteilung
- 93. Panzerjäger-Abteilung
- 93. Panzer-Pionier-Bataillon
- 93. Panzer-Nachrichten-Abteilung
- Unità di servizi e supporto

## Decorazioni
Quarantun membri della 26. Panzer-Division ricevettero la Croce Tedesca in oro e 7 quella d'argento, 19 ottennero la Spilla d'Onore dell'esercito e 17 la Croce di Cavaliere della Croce di Ferro, delle quali 2 non confermate, 3 con Fronde di Quercia e una con Fronde di Quercia e Spade.

## Comandanti
| Nome               | Grado           | Inizio            | Fine              |
| Smilo von Lüttwitz | Oberst          | 14 settembre 1942 | 30 settembre 1942 |
| Smilo von Lüttwitz | Generalmajor    | 1º ottobre 1942   | 21 gennaio 1944   |
| Hans Hecker        | Oberst          | 22 gennaio 1944   | 11 aprile 1944    |
| Hans Boelsen       | Oberst          | 11 aprile 1944    | 7 maggio 1944     |
| Smilo von Lüttwitz | Generalleutnant | 8 maggio 1944     | 6 luglio 1944     |
| Eduard Crasemann   | Oberst          | 6 luglio 1944     | 18 luglio 1944    |
| Hans Boelsen       | Generalmajor    | 19 luglio 1944    | 26 agosto 1944    |
| Eduard Crasemann   | Oberst          | 27 agosto 1944    | 30 settembre 1944 |
| Eduard Crasemann   | Generalmajor    | 1º ottobre 1944   | 14 gennaio 1945   |
| Karl Stollbrock    | Oberst          | 15 gennaio 1945   | 28 gennaio 1945   |
| Alfred Kuhnert     | Oberst          | 29 gennaio 1945   | 28 febbraio 1945  |
| Viktor Linnarz     | Generalleutnant | 1º marzo 1945     | 8 maggio 1945     |

Dati tratti da: